# Середыш (Оричевский район)
Середыш — деревня в Оричевском районе Кировской области в составе Спас-Талицкого сельского поселения.

## География
Находится у северной окраины районного центра поселка Оричи.

## История
Известна с 1706 года как починок Михаила Шишкина из 7 дворов с населением 18 душ. В 1764 году учтено 105 жителей. В 1873 году отмечено дворов 36 и жителей 185, в 1905 12 и 81, в 1926 10 и 49, в 1950 20 и 68. В 1989 году проживало 26 человек.

## Население
Постоянное население  составляло 13 человек (русские 92%) в 2002 году, 19 в 2010.